# 盛升颐
盛升颐（1902年—1964年）（蘋臣），中國近代政治人物。是清末官僚资本家盛宣怀的儿子。

## 生平
盛升颐是盛宣怀的第七子，由第五房柳氏所生。盛升颐利用宋霭龄曾担任盛关颐英文家庭教师的关系，结交孔祥熙、宋霭龄夫妇，曾擔任苏浙皖统税局长。创办大陆运输公司、烟草公司，以及东华足球队。1937年曾因“上海棉纱案”被抓。7月3日，上海第一特區地方法院對吳啟鼎、盛升颐紗市投機案開偵察庭。
1964年，盛升颐病逝于东京。

## 家庭
原媳吕氏，吕海寰八女，离婚；後媳張秀琦。
盛升颐纳名妓白牡丹为妾。后改嫁孔令侃。